# Lista de missões diplomáticas da Transnístria
A Transnístria é um Estado com reconhecimento limitado, que se separou da Moldávia após a Guerra da Transnístria em 1992. A Transnístria não recebeu reconhecimento de nenhum Estado membro da ONU. Foi reconhecido como um Estado independente apenas pela Abecásia, Artsaque e Ossétia do Sul. Atualmente, a Transnístria possui três escritórios de representação no exterior.

## Europa
- Abecásia
  - Escritório de representação em Sucumi.[1]
- Rússia
  - Agência Diplomática Oficial em Moscou.[2]
- Ossétia do Sul
  - Escritório de representação em Tsequinváli.[3]